# Bastav
Bastav (en serbe cyrillique : Бастав) est un village de Serbie situé dans la municipalité d’Osečina, district de Kolubara. Au recensement de 2011, il comptait 477 habitants.

## Démographie
| 1948  | 1953  | 1961  | 1971 | 1981 | 1991 | 2002 | 2011 |
| ----- | ----- | ----- | ---- | ---- | ---- | ---- | ---- |
| 1 106 | 1 112 | 1 037 | 925  | 812  | 693  | 585  | 477  |

|  |